# Barrett Strong
Barrett Strong (West Point, 5 febbraio 1941 – Detroit, 28 gennaio 2023) è stato un cantautore e paroliere statunitense.

## Biografia
Attivo fin da giovane come cantautore, fu il primo artista a registrare una hit per la storica etichetta Motown; si trattava di Money (That's What I Want). Il brano, inciso nel 1959 da Strong, venne scritto da Berry Gordy e Janie Bradford e negli anni seguenti reinterpretato da importanti artisti e gruppi come Rolling Stones, Beatles e Doors.
Lavorò molto anche come paroliere sempre per la Motown, spesso in collaborazione col produttore Norman Whitfield. In tale veste Strong scrisse molti brani per i The Temptations, ma anche per Marvin Gaye, Gladys Knight & the Pips, Edwin Starr e altri.
Lasciò la Motown dopo lo spostamento dell'etichetta da Detroit a Los Angeles.
Negli anni settanta registrò due album con la Capitol Records, mentre negli anni ottanta lavorò in maniera indipendente.
Nel 2004 venne inserito nella Songwriters Hall of Fame.
Nel 2008 pubblicò un album Stronghold II, in collaborazione con Eliza Neals.
Strong morì il 28 gennaio 2023 all'età di ottantun'anni.

## Discografia parziale
Album
- 1975 - Stronghold
- 1976 - Live & Love
- 1987 - Love Is You
- 2008 - Stronghold II